# Cordigliera Real
La Cordigliera Real è una catena montuosa facente parte della Cordigliera delle Ande, più precisamente della Cordillera Oriental. 

## Descrizione
È situata in Bolivia, precisamente ad est di La Paz, e in Ecuador, separata da altopiani dalla Cordigliera Occidentale. 
Misura circa 125 km di lunghezza e 25 km di larghezza. Conta 6 cime che superano i 6000 metri di altezza. In ordine decrescente di altezza sono:
- Illimani (6438 m)
- Ancohuma (6427 m)
- Illampu (6368 m)
- Huayna Potosí (6088 m)
- Chachacomani (6074 m)
- Pico del Norte (6070 m)
- Q'asiri (Larecaja) (5828 m)
- Cerro Calzada (5650 m)